# 22-й стрілецький корпус (СРСР)
22-й стрілецький корпус (22-й ск) — загальновійськове формування Збройних сил СРСР під час та після Другої світової війни.

## 1-ше формування

### Історія
Сформований 17 серпня 1940 року в Таллінні як територіальний Естонський корпус на базі військових частин і установ, що входили до складу естонської армії до окупації Естонії Радянським Союзом в 1940 році. Всі солдати та офіцери зберегли форму одягу естонської армії зразка 1936 року, на яку були нашиті знаки розрізнення Червоної Армії.
Першим командиром корпусу був колишній генерал-майор естонської армії Ґустав Йонсон, який пізніше був заарештований НКВС і помер у таборі 15 листопада 1942 року. Спочатку більшість посад у корпусі займали колишні офіцери естонської армії, але вже до середини червня 1941 року - ще до нападу Німеччини на СРСР - більшість з них було заарештовано і замінено командирами Червоної Армії, що прибули з СРСР.
Частина заарештованих естонських офіцерів 22-го територіального корпусу загинула в 1941—1942 роках у таборах на території РРФСР, деякі були розстріляні. Колишній командир 180-ї стрілецької дивізії 22-го стрілецького корпусу Ріхард Томберґ залишився живим після звільнення з посади тільки завдяки тому, що з 1942 року був затребуваний Військовою академією імені М. В. Фрунзе як викладача і був заарештований лише в лютому 1944 року (звільнений з табору і реабілітований в 1956 році).
Деяким офіцерам 22-го стрілецького корпусу вдалося втекти від влади в період між звільненням з армії і арештом, який планувався. Комусь вдалося втекти за кордон, інші вийшли з підпілля лише після приходу німецьких військ у липні — серпні 1941 року, частина з них добровільно вступила в естонські підрозділи, що воювали на боці Нацистської Німеччини або вступила на службу в підконтрольне німецькій владі Естонське самоврядування.
У діючій армії під час Німецько-радянської війни з 22 червня 1941 року по 31 серпня 1941 року.
На 22 червня 1941 року управління корпусу дислокувалося в Виру.
30 червня 1941 року перед частинами корпусу було поставлено завдання до 1 липня 1941 року зосередитися на фронті Подсєви, Гірки, крім Порхова. Частини корпусу приготували для завзятої оборони фронтом на південний захід та південь. З 1 липня 1941 року корпус зосереджується в районі Порхов, Подсєви, Гірки, повністю зайняв оборону лише до 8 липня 1941 року на рубежі Порєчье (45 кілометрів на південний схід від Пскову), Вертогузово (30 кілометрів на південний захід від Порхова), Жгильово  (40 кілометрів на північ від Новоржева), веде розвідку в напрямку Острова. Штаб корпусу знаходився за 3 кілометри на захід від населеного пункту Пажеревиці. 7 — 8 липня 1941 року веде бої з передовими розвідувальними групами противника, 9 липня 1941 року до вечора вступив у бій з атакувавшими з району Шмойлово у напрямку Порхова і з району Бухари у напрямку Дєдовичі противником.
Під час боїв 9 - 10 липня 1941 серед особового складу корпусу мали місце масові дезертирства і перехід на бік противника. Серед відомих перебіжчиків був заступник начальника оперативного (1-го) відділу штабу 180-ї стрілецької дивізії корпусу Мере Айн-Ервін.
10-11 липня 1941 року корпус вів бої за Порхов, 10 липня 1941 року 111-та моторизована дивізія прорвала оборону 182-ї стрілецької дивізії біля станції Подсєви та 11 липня 1941 року частини корпусу остаточно залишили місто і частково відійшли на східний берег річки Шелоні, де зайняли оборону 182-га стрілецька дивізія - схід Порхова, 180-та стрілецька дивізія - південніше Порхова на рубежі Вишгород. 12 липня 1941 року 182-га стрілецька дивізія вела бій із намагаються прорватися до міста Дно військами супротивника, чинила винятковий опір.
Безпосередньо в контрудар під Сольцями брала участь одна з дивізій корпусу (180-та стрілецька дивізія), що наступала з району Дно на Ситню. Інша дивізія корпусу (182-га стрілецька дивізія) тримала оборону на південь від Дно. 18 липня 1941 року був атакований німецькими військами на південь від Дно, де противник розгромив штаб корпусу (1-й мотострілковий полк оперативних військ НКВС СРСР запобіг полоненню штабу), після корпус знову відступав по напрямку до Старої Русі, де й зайняв оборону на підступах до міста.
Наприкінці липня 1941 року частина солдатів і офіцерів корпусу дезертувала та втекла до німців: значна частина перебіжчиків потім служила у 20-й естонській дивізії СС. Одним із втікачів був Сооден Георг (штурмбаннфюрер СС).
З початку серпня 1941 частини корпусу ведуть бої під Старою Русcою, 9 серпня 1941 залишили місто і до 13 серпня 1941 відійшли в район Парфіно.
З 15 серпня 1941 року війська корпусу, беручи участь у контрударі, наступають з району Парфіно на Стару Руcсу, до 17 серпня 1941 року війська корпусу звільнили більшу частину міста, проте повністю опанувати містом не змогли. 20-21 серпня 1941 року частини корпусу пішли зі Старої Руcси.
З 22 серпня 1941, після повторної переправи на східний берег Ловаті корпусне управління виведено з безпосередніх боїв, з 31 серпня 1941 не значиться в складі діючої армії. 22 вересня 1941 управління корпусу розформовано.
У селі Полоне під Порховим відкрито пам'ятний знак воїнам 22-го естонського територіального стрілецького корпусу.
Після розформування 22-го Естонського стрілецького корпусу його військовослужбовці за розпорядженням Л. Мехліса були направлені в трудові батальйони, що дислокувалися у віддалених районах Півночі, де багато хто з них помер від голоду і хвороб. Естонських солдатів і офіцерів, що вижили в трудових батальйонах, з лютого 1942 року почали направляти до формованих у той період 7-му і 249-ту естонські стрілецькі дивізії, які у серпні 1942 року увійшли до складу новоствореного 8-го Естонського стрілецького корпусу.

### Бойовий склад
| Дата       | Фронт                   | Армія       | Склад (стрілкові формування)                                                 | Інші частини, у тому числі придані | Примітки |
| ---------- | ----------------------- | ----------- | ---------------------------------------------------------------------------- | --- | -------- |
| 22.06.1941 | Північно-Західний фронт | 27-ма армія | 180-ма стрілецька дивізія 182-га стрілецька дивізія                          | 614-й корпусний артилерійський полк 103-й окремий зенітний артилерійський дивізіон 415-й окремий батальйон зв'язку 202-й окремий саперний батальйон 22-й корпусний авіазагін | -        |
| 01.07.1941 | Північно-Західний фронт | -           | 180-ма стрілецька дивізія 182-га стрілецька дивізія                          | 614-й корпусний артилерійський полк 150-й окремий зенітний артилерійський дивізіон 415-й окремий батальйон зв'язку 202-й окремий саперний батальйон                          | -        |
| 10.07.1941 | Північно-Західний фронт | 11-nа армія | 180-ма стрілецька дивізія 182-га стрілецька дивізія                          | 614-й корпусний артилерійський полк 150-й окремий зенітний артилерійський дивізіон 415-й окремий батальйон зв'язку 202-й окремий саперний батальйон                          | -        |
| 01.08.1941 | Північно-Західний фронт | 11-nа армія | 180-ма стрілецька дивізія 182-га стрілецька дивізія 254-а стрілецька дивізія | 614-й корпусний артилерійський полк 150-й окремий зенітний артилерійський дивізіон 415-й окремий батальйон зв'язку 202-й окремий саперний батальйон                          | -        |

- 9-й Псковський загородзагін ПВ НКВС ніс службу загородження на тилах 22-го стрілецького корпусу, виділивши зі свого складу сім взводів до особливих відділів дивізій[2].

### Командування
- Ґустав Йонсон, генерал-лейтенант (з 30.08.1940 по 03.06.1941)[3]
- Ксенофонтов Олександр Сергійович, генерал-майор (з 03.06.1941 по 22.09.1941)
- твп Льоднєв Іван Іванович, полковник (з 22.08.1941 по 31.08.1941)
  - Болознєв Василь Васильович, полковник, заступник командира (1940—1941)
  - Андрій Багнюк, комбриг, політрук

### Начальники частин
- Туїск Март Юрійович, полковник, начальник штабу корпусу (в/ч 5570)
  - Йоханнес Рауд, полковник, заступник начальника 1-го оперативного (кадрів) відділу штабу корпусу, пізніше заступник начальника штабу корпусу
- Іван Ледєв, полковник, начальник штабу
- Райдна Герберт Вольдемар, полковник, начальник 1-го оперативного відділу штабу корпусу
- Рейнола Йоханнес, підполковник, начальник 1-го оперативного (кадрів) відділу штабу корпусу
- Л. Лесніченко, підполковник, начальник 1-го оперативного (кадрів) відділу штабу корпусу
- Верник Олександр Адамович, підполковник, начальник 2-го оперативного (розвідувального) відділу штабу корпусу
- Федір Суханов, начальник 3-го оперативного (особливого) відділу штабу корпусу (в/ч 5697)
  - Альфред Туур, помічник Суханова
- Павло Утікас, начальник 3-го оперативного (особливого) відділу штабу корпусу (з березня 1941)
- Прантс Рудольф, начальник 3-го оперативного (Особливого) відділу штабу корпусу
- Родіонов, начальник 3-го оперативного (Особливого) відділу штабу корпусу
- Мелтс Едуард, полковник, начальник тилового забезпечення корпусу
- Ерван Мартін Мартинович, генерал-майор медичної служби, начальник санітарної служби корпусу
- Ротберг Тиніс Юрійович, генерал-майор інтендантської служби, інтендант корпусу
- Бреде Герберт Фрідріхович, генерал-майор, начальник артилерії корпусу
- Микола-Олександр Рійберк, майор, начальник штабу артилерії корпусу
- Хеллат Юрій Юрійович, полковник, начальник артилерійського постачання корпусу

### Командири підрозділів
- Еріх Йоханн Фрідріх Тоффер, майор, командир 614-го корпусного артилерійського полку (в/ч 5575)
- Магдюк, майор, командир 614-го корпусного артилерійського полку
  - Вікентій Бабицький, політрук 614-го корпусного артилерійського полку
- Роотс Харальд Йоханнесович, капітан, начальник штабу 614-го корпусного артилерійського полку
  - Лессел Харрі Ріхардович, лейтенант, помічник начальника штабу 614-го корпусного артилерійського полку
  - Тройфельд Отто Аадувіч, майор, командир 2-го дивізіону 614-го корпусного артилерійського полкаку
- Кузьменко, капітан, командир 415-го батальйону зв'язку (в/ч 5583)
- Йоханнес Вінгіссаар, майор, командир 415-го батальйону зв'язку
  - Ісотамм Арнольд Мартович, майор, командир радіороти
  - Мері Арнольд Костянтинович, заступник політрука радіороти
- Мелдре Еріх, майор, командир 202-го окремого саперного батальйону (в/ч 5595)
  - Волков, старший лейтенант, заступник командира 202-го окремого саперного батальйону
  - Едуард Пурро, політрук батальйону
- Кітвель Ханс Хансович, підполковник, командир 22-го корпусного авіазагону (в/ч 5694)
- Юхалайн Пеетер, майор, командир 22-го корпусного авіазагону
- Локк Харальд-Леонард Йоханович, майор, командир 150-го окремого зенітного артилерійського дивізіону (в/ч 5600), заарештований 2 грудня 1940
- Йохан Пейкер, майор, командир 150-го окремого зенітного артилерійського дивізіону

## 2-ге формування

### Історія
Сформовано 20 листопада 1942 року у складі Закавказького фронту
У діючій армії з 20 лютого 1943 року по 19 листопада 1943 року та з 30 листопада 1943 року по 9 травня 1945 року
Новоросійсько-Таманська операція
Житомирсько-Бердичівська наступальна операція
Проскурівсько-Чернівецька операція
Львівсько-Сандомирська операція
Сандомирсько-Сілезька операція
Дрезденсько-Празька наступальна операція

### Підпорядкування та бойовий склад
| Дата       | Фронт                                 | Армія                                                                                                   | Склад (стрілкові формування)                                                                                       | Інші частини, у тому числі придані | Примітки    |
| ---------- | ------------------------------------- | --- | --- | --- | ----------- |
| 01.03.1943 |                                       | | | | немає даних |
| 01.04.1943 | Північно-Кавказький фронт             | - | 32-га гвардійська стрілецька дивізія 31-ша стрілецька дивізія 236-та стрілецька дивізія 328-ма стрілецька дивізія  | 357-й окремий батальйон зв'язку 2696-а військово-поштова станція                                                                         | -           |
| 01.05.1943 | Північно-Кавказький фронт             | 18-та армія                                                                                             | 113-та стрілецька бригада 111-та стрілецька бригада                                                                | 357-й окремий батальйон зв'язку 2696-та військово-поштова станція                                                                        | -           |
| 01.06.1943 | Північно-Кавказький фронт             | 56-та армія                                                                                             | 60-та морська стрілецька бригада 62-га морська стрілецька бригада                                                  | 357-й окремий батальйон зв'язку 2696-та військово-поштова станція                                                                        | -           |
| 01.07.1943 | Північно-Кавказький фронт             | - | 339-а стрілецька дивізія                                                                                           | 357-й окремий батальйон зв'язку 2696-та військово-поштова станція                                                                        | -           |
| 01.08.1943 | Північно-Кавказький фронт             | - | 389-та стрілецька дивізія 395-а стрілецька дивізія                                                                 | 357-й окремий батальйон зв'язку 2696-nа військово-поштова станція                                                                        | -           |
| 01.09.1943 | Північно-Кавказький фронт 56-та армія | 317-та стрілецька дивізія 395-та стрілецька дивізія                                                     | 357-й окремий батальйон зв'язку 2696-та військово-поштова станція                                                  | - |             |
| 01.10.1943 | Північно-Кавказький фронт 56-та армія | 276-та стрілецька дивізія 317-та стрілецька дивізія 351-ша стрілецька дивізія 395-та стрілецька дивізія | 357-й окремий батальйон зв'язку 2696-та військово-поштова станція                                                  | - |             |
| 01.11.1943 | Північно-Кавказький фронт             | 18-та армія                                                                                             | 89-та стрілецька дивізія 317-та стрілецька дивізія 395-та стрілецька дивізія                                       | 357-й окремий батальйон зв'язку 897-й окремий саперний батальйон 2696-та військово-поштова станція                                       | -           |
| 01.12.1943 | 1-й Український фронт                 | 18-та армія                                                                                             | 129-та гвардійська стрілецька дивізія 317-та стрілецька дивізія 395-та стрілецька дивізія                          | 357-й окремий батальйон зв'язку 897-й окремий саперний батальйон 2696-та військово-поштова станція                                       | -           |
| 01.01.1944 | 1-й Український фронт                 | 18-та армія                                                                                             | 129-та гвардійська стрілецька дивізія 71-ша стрілецька дивізія 317-та стрілецька дивізія                           | 357-й окремий батальйон зв'язку 897-й окремий саперний батальйон 2696-та військово-поштова станція                                       | -           |
| 01.02.1944 | 1-й Український фронт                 | 18-та армія                                                                                             | 129-та гвардійська стрілецька дивізія 71-ша стрілецька дивізія 317-та стрілецька дивізія 395-та стрілецька дивізія | 357-й окремий батальйон зв'язку 897-й окремий саперний батальйон 2696-та військово-поштова станція                                       | -           |
| 01.03.1944 | 1-й Український фронт                 | 18-та армія                                                                                             | 129-та гвардійська стрілецька дивізія 71-ша стрілецька дивізія 317-та стрілецька дивізія 395-та стрілецька дивізія | 357-й окремий батальйон зв'язку 897-й окремий саперний батальйон 2696-а військово-поштова станція                                        | -           |
| 01.04.1944 | 1-й Український фронт                 | 18-та армія                                                                                             | 129-та гвардійська стрілецька дивізія 161-ша стрілецька дивізія 317-та стрілецька дивізія                          | 357-й окремий батальйон зв'язку 897-й окремий саперний батальйон 2696-та військово-поштова станція                                       | -           |
| 01.05.1944 | 1-й Український фронт                 | 60-та армія                                                                                             | 68-ма гвардійська стрілецька дивізія 100-та стрілецька дивізія                                                     | 357-й окремий батальйон зв'язку 897-й окремий саперний батальйон 2696-та військово-поштова станція                                       | -           |
| 01.06.1944 | 1-й Український фронт                 | 3-тя гвардійська армія                                                                                  | 58-ма стрілецька дивізія 329-та стрілецька дивізія 389-та стрілецька дивізія                                       | 357-й окремий батальйон зв'язку 897-й окремий саперний батальйон 2696-та військово-поштова станція 433-тя польова авторемонтна база      | -           |
| 01.07.1944 | 1-й Український фронт                 | 3-тя гвардійська армія                                                                                  | 58-ма стрілецька дивізія 329-та стрілецька дивізія 389-та стрілецька дивізія                                       | 357-й окремий батальйон зв'язку 897-й окремий саперний батальйон 2696-та військово-поштова станція 433-тя польова авторемонтна база      | -           |
| 01.08.1944 | 1-й Український фронт                 | 3-тя гвардійська армія                                                                                  | 58-ма стрілецька дивізія 329-та стрілецька дивізія 389-та стрілецька дивізія                                       | 357-й окремий батальйон зв'язку 897-й окремий саперний батальйон 2696-та військово-поштова станція 433-тя польова авторемонтна база      | -           |
| 01.09.1944 | 1-й Український фронт                 | 3-тя гвардійська армія                                                                                  | 58-ма стрілецька дивізія 329-та стрілецька дивізія 389-та стрілецька дивізія                                       | 357-й окремий батальйон зв'язку 897-й окремий саперний батальйон 2696-та військово-поштова станція 433-тя польова авторемонтна база \| - |             |
| 01.10.1944 | 1-й Український фронт                 | 3-тя гвардійська армія                                                                                  | 58-ма стрілецька дивізія 389-та стрілецька дивізія                                                                 | 357-й окремий батальйон зв'язку 897-й окремий саперний батальйон 2696-та військово-поштова станція 433-тя польова авторемонтна база      | -           |
| 01.11.1944 | 1-й Український фронт                 | 3-тя гвардійська армія                                                                                  | 58-ма стрілецька дивізія 329-та стрілецька дивізія 389-та стрілецька дивізія                                       | 357-й окремий батальйон зв'язку 897-й окремий саперний батальйон 2696-та військово-поштова станція 433-тя польова авторемонтна база \| - |             |
| 01.12.1944 | 1-й Український фронт                 | 3-тя гвардійська армія                                                                                  | 58-ма стрілецька дивізія 329-та стрілецька дивізія 389-та стрілецька дивізія                                       | 357-й окремий батальйон зв'язку 897-й окремий саперний батальйон 2696-та військово-поштова станція 433-тя польова авторемонтна база      | -           |
| 01.01.1945 | 1-й Український фронт                 | 6-та армія                                                                                              | 218-та стрілецька дивізія 273-тя стрілецька дивізія                                                                | 357-й окремий батальйон зв'язку 897-й окремий саперний батальйон 2696-та військово-поштова станція 433-тя польова авторемонтна база      | -           |
| 01.02.1945 | 1-й Український фронт                 | 6-та армія                                                                                              | 218-та стрілецька дивізія 309-та стрілецька дивізія                                                                | 357-й окремий батальйон зв'язку 897-й окремий саперний батальйон 2696-та військово-поштова станція 433-тя польова авторемонтна база      | -           |
| 01.03.1945 | 1-й Український фронт                 | 6-та армія                                                                                              | 218-та стрілецька дивізія 273-тя стрілецька дивізія 309-та стрілецька дивізія                                      | 357-й окремий батальйон зв'язку 897-й окремий саперний батальйон 2696-та військово-поштова станція 433-тя польова авторемонтна база      | -           |
| 01.04.1945 | 1-й Український фронт                 | 6-та армія                                                                                              | 218-та стрілецька дивізія 273-тя стрілецька дивізія 309-та стрілецька дивізія                                      | 357-й окремий батальйон зв'язку 897-й окремий саперний батальйон 2696-та військово-поштова станція 433-тя польова авторемонтна база      | -           |
| 01.05.1945 | 1-й Український фронт                 | 6-та армія                                                                                              | 112-та стрілецька дивізія 135-та стрілецька дивізія 181-ша стрілецька дивізія 273-тя стрілецька дивізія            | 357-й окремий батальйон зв'язку 897-й окремий саперний батальйон 2696-та військово-поштова станція 433-тя польова авторемонтна база      | -           |

### Нагороди частин корпусного підпорядкування
- 897-й окремий корпусний саперний Темрюцький орденів Богдана Хмельницького[4] та Червоної Зірки[5] батальйон

### Командування
- Провалов Костянтин Іванович, генерал-майор, (з 10.03.1943 по 24.04.1943)
- Преображенський Георгій Миколайович, полковник (з 14.03.1943 по 26.04.1943, твп)
- Сергацков Василь Фадєєвич, генерал-майор, (з 25.04.1943 по 14.10.1943)
- Захаров Федір Васильович, генерал-майор, (з 15.10.1943 по 09.05.1945)

## 3-тє формування

### Історія
22-й  стрілецький корпус 3-го формування (іноді називається 2-го формування) сформований у квітні 1950 року в Закавказькому військовому окрузі. Протягом своєї історії входив до складу 7-ї гвардійської армії.
У корпус були передані та 6 років залишалися у його складі:
- 26-та механізована дивізія,
- 261-ша стрілецька дивізія
- 414-та стрілецька дивізія

У вересні 1956 управління корпусу було розформовано, також розформували і 74 СД з його складу.

### Командування
- Григор'євський Іван Федорович, генерал-лейтенант, (з 11.04.1950 по 15.01.1951)
- Мартиросян Гайк Оганесович, генерал-майор (з 15.01.1951 по 10.1953)
- Меркулов Серафим Петрович, генерал-майор, з 8.08.1955 генерал-лейтенант (з 10.1953 по 29.09.1955)
- Дудник Григорій Сергійович, генерал-майор, (з 29.09.1955 по 22.09.1956)